# Roivainenia jacquinotii
Roivainenia jacquinotii là một loài Rêu trong họ Jungermanniaceae. Loài này được (Mont.) Grolle mô tả khoa học đầu tiên năm 1961.